# Karolina Hanowerska
Karolina, księżna Hanoweru, z domu księżniczka Monako (Caroline Louise Marguerite Grimaldi, ur. 23 stycznia 1957 w Monako), monakijska księżniczka z dynastii Grimaldich, córka Rainiera III, księcia Monako i jego małżonki, księżnej Grace; następczyni monakijskiego tronu w latach 1957–1958 i 2005–2014; od 1999 księżna Hanoweru jako małżonka księcia Ernesta Augusta V.
Karolina urodziła się w Monte Carlo jako pierwsze dziecko Rainiera III, księcia Monako i Grace, księżnej Monako.
Ukończyła studia na kierunku filozofia na Sorbonie w Paryżu.
W 1983 roku poślubiła Stefana Casiraghi, z którym ma troje dzieci: Andreę Casiraghi (ur. 1984), Charlotte Casiraghi (ur. 1986) i Pierre’a Casiraghi (ur. 1987). W 1990 jej mąż zginął w wypadku łodzi motorowych. W 1999 poślubiła Ernesta Augusta V, księcia Hanoweru i ma z nim jedno dziecko, księżniczkę Aleksandrę z Hanoweru (ur. 1999).
W latach 1957–1958 i 2005–2014 była następczynią monakijskiego tronu. Obecnie zajmuje trzecie miejsce w linii sukcesji. Po ślubie z księciem Hanoweru otrzymała tytuł księżnej Hanoweru.
Jest jedyną członkinią monakijskiej rodziny książęcej, której przysługuje predykat Jej Królewskiej Wysokości.
Księżna Hanoweru zaangażowana jest w działalność charytatywną – jest prezydentem Fundacji Księżnej Grace, Fundacji AMADE i Fundacji Księcia Pierre’a. Od 2003 jest Ambasadorem Dobrej Woli UNESCO. Uczestniczy w oficjalnych wystąpieniach i dyplomatycznych podróżach zagranicznych.
Poprzez swojego przodka, Jana Wilhelma Friso, księcia Oranii spokrewniona jest ze wszystkimi rodzinami królewskimi i książęcymi panującymi w Europie.

## Powiązania rodzinne i edukacja
Księżniczka Karolina urodziła się 23 stycznia 1957 roku o godzinie 9:32 w Monako.
Jej rodzicami byli Rainier III, książę Monako od 1949 do 2005 roku i Grace, księżna Monako, amerykańska aktorka, zdobywczyni Nagrody Akademii Filmowej w 1954 roku dla Najlepszej Aktorki za rolę Georgie Elgin w filmie Dziewczyna z prowincji.
Jej dziadkami byli ze strony ojca Pierre, książę Valentinois, hrabia Polignac i jego małżonka, Charlotte, księżna Valentinois; natomiast ze strony matki John Brendan Kelly, amerykański mistrz olimpijski w wioślarstwie i Margaret Kelly.
Ma dwoje młodszego rodzeństwa, Alberta II, księcia Monako i księżniczkę Stefanię z Monako.
Księżniczka otrzymała imiona Karolina Ludwika Małgorzata na cześć wielu swoich przodkiń.
Została ochrzczona 3 marca 1957 w Katedrze Monako. Jej rodzicami chrzestnymi zostali Jerzy, książę Tolna (wnuk jednej z przodkiń rodziny książęcej, Marii, hrabiny Tolna) i 10-letnia Margaret Davis, cioteczna siostra księżniczki.

### Dzieci chrzestne
- Ludwik Ducruet, syn Daniela Ducruet i księżniczki Stefanii
- Paulina Ducruet, córka Daniela Ducruet i księżniczki Stefanii
- Nine Marie d’Urse, córka francuskiej arystokratki Inès de La Fressange
- Richard Parker, wnuk Margaret Davis

### Edukacja
W 1974 roku Karolina ukończyła szkołę średnią. Pobierała nauki w St Mary’s School Ascot, a potem kontynuowała studia na Uniwersytecie Paryskim, gdzie otrzymała dyplom filozofii, a także psychologii i biologii. Włada biegle pięcioma językami: francuskim, angielskim, hiszpańskim, niemieckim i włoskim.

## Członkini rodzin książęcych
Po urodzeniu otrzymała tytuł Jej Książęcej Wysokości Dziedzicznej Księżnej Monako, który po narodzinach brata w 1958 zmieniono na Jej Książęca Wysokość Księżniczka Karolina z Monako. Po ślubie z Ernestem Augustem V, księciem Hanoweru w 1999 jej tytuł brzmiał Jej Królewska Wysokość Księżna Hanoweru. Jest jedyną członkinią monakijskiej rodziny książęcej, uprawnioną do używania predykatu jej królewskiej wysokości.

### Następczyni tronu
Księżniczka Karolina urodziła się jako pierwsze dziecko panującego w Monako monarchy i automatycznie została jego następczynią. Na liście dziedziczenia wyprzedziła swoją ciotkę, Antoinette, baronową Massy. W 1958 urodził się książę Albert i Karolina spadła na drugie miejsce w kolejce do tronu.
W 2005 zmarł książę Rainier i Albert został nowym przywódcą państwa. Karolina ponownie została następczynią tronu, ponieważ jej brat nie doczekał się potomków pochodzących z legalnych związków. Księżna Hanoweru wpisana była na pierwsze miejsce listy sukcesji do grudnia 2014, kiedy to księciu Albertowi i jego żonie, księżnej Charlene, urodziło się dwoje dzieci. Obecnie zajmuje trzecią pozycję.
Księżna i jej potomkowie utracą miejsce na liście sukcesji, jeżeli władcą Monako zostanie jedno z dzieci księcia Alberta.
Po śmierci matki w 1982 roku zaczęła nieformalnie pełnić obowiązki pierwszej damy państwa.

### Oficjalne wizyty zagraniczne
W lutym 2009 uczestniczyła w wyprawie humanitarnej do Nigru.
W listopadzie 2009 promowała działalność Fundacji AMADE w Zjednoczonych Emiratach Arabskich.
2 grudnia 2009 w Londynie razem z córką Charlotte wzięła udział w działaniach mającym wspomagać dzieci z Filipin.
20 stycznia 2011 udała się z wizytą do Brukseli, gdzie we współpracy z belgijskimi księżniczką Marią Esmeraldą i księżną Leą zajmowała się organizowaniem pomocy dla sierot w Burundi.
14 lutego 2014 odwiedziła szpital dziecięcy w Genui, któremu podarowała specjalistyczny sprzęt medyczny.
W październiku 2017 po raz czwarty udała się do Demokratycznej Republiki Konga, aby zainicjować program Dignity for Women w ramach działalności fundacji AMADE. Jej poprzednie wizyty w tym państwie miały miejsce w czerwcu 2013 i październiku 2016 roku.
12 kwietnia 2018 w towarzystwie swojej synowej Beatrice odwiedziła obóz dla uchodźców w miejscowości Ventimiglia.
W marcu 2019 uczestniczyła w oficjalnej wizycie przewodniczącego Chińskiej Republiki Ludowej do Księstwa Monako.

### Działalność w Monako
Księżniczka Karolina regularnie uczestniczy w wydarzeniach, odbywających się w księstwie Monako, do których należą:
- Narodowy Dzień Monako, od 1962[14],
- wspomnienie Świętej Dewoty, od 1970[15],
- Międzynarodowy Festiwal Cyrkowy w Monte Carlo, od 1974[16],
- Monaco Red Cross Gala, od 1976[17],
- Monaco Rose Ball, od 1978[18],
- Międzynarodowy Festiwal Telewizyjny w Monte Carlo, od 1978[19],
- pokazy mody, festiwale filmowe,
- ceremonie przyznania nagród i wydarzenia sportowe.

W 1985 w Paryżu ogłosiła powstanie Baletu Monte Carlo, spełniając życzenie swojej matki.
10 września 2014 otworzyła w Monako ulicę nazwaną własnym imieniem.

### Działalność charytatywna
W 1984, na mocy decyzji swojego ojca, została prezydentem Fundacji Księżnej Grace. Matka księżniczki założyła fundację nazwaną swoim imieniem w 1964 roku, aby promować młodych ludzi, którzy chcą rozwijać swoje talenty w wielu dziedzinach sztuki. Każdego roku w marcu odbywa się Monaco Rose Ball, z którego dochody przekazywane są na konta fundacji.
4 marca 1988 książę Rainier III ustanowił księżniczkę prezydentem Fundacji Księcia Pierre’a, założonej w 1966 przez jej dziadka. Tematem zainteresowań stowarzyszenia jest literatura i sztuka. Każdego roku wybitnym twórcom (głównie francuskojęzycznym) wręczane są nagrody imienia księcia Pierre’a.
W kwietniu 1993 roku została prezydentem Fundacji AMADE, powołanej w 1964 przez księżną Grace. Organizacja zajmuje się promowaniem rozwoju dzieci oraz ich ochrony przed wykorzystywaniem i przemocą. Księżna w ramach tej działalności odbywa podróże zagraniczne, a w kwietniu przeprowadza doroczne spotkanie generalne. Fundacja wspierana jest między innymi poprzez dochody z pokazowych meczów tenisowych w czasie zawodów Monte Carlo Masters, z wyścigów konnych International Jumping Monte Carlo i z charytatywnego meczu piłkarskiego na Stadionie Ludwika II z udziałem gwiazd sportu i członków rodziny książęcej.
21 stycznia 2016 francuski minister kultury i komunikacji przyznał księżnej Order Sztuki i Literatury za jej działalność w ramach Fundacji Księcia Pierre’a i wspieranie młodych artystów.
31 stycznia 2016 wzięła udział w charytatywnym marszu dla Fundacji Flavien, zajmującej się pomocą dzieciom, cierpiącym z powodu chorób nowotworowych.
Współpracuje z innymi fundacjami, prowadzonymi przez członków rodziny książęcej:
- Fight AIDS Monaco to fundacja założona w 2004 przez księżniczkę Stefanię, zajmująca się popularyzowaniem wiedzy na temat zakażenia wirusem HIV i profilaktyką zakażeń[23];
- Fundacja Księcia Alberta II, powstała w czerwcu 2006 i zajmuje się działalnością związaną z ochroną środowiska.

### Związki z innymi rodzinami królewskimi
Księżniczka Karolina spokrewniona jest ze wszystkimi rodzinami królewskimi i książęcymi, zasiadającymi na tronach europejskich państw, poprzez Jana Wilhelma Friso, księcia Oranii, żyjącego w latach 1687–1711. Jest też potomkinią lady Marii Hamilton, brytyjskiej arystokratki, spokrewnionej między innymi z rumuńską, francuską i belgijską rodziną królewską.
Była gościem ceremonii zaślubin Wilhelma Aleksandra, księcia Oranii z Maksymą Zorreguietę Cerruti (Amsterdam, 2002), Fryderyka, księcia koronnego Danii z Marią Donaldson (Kopenhaga, 2004) i Wilhelma, dziedzicznego księcia Luksemburga z hrabianką Stefanią de Lannoy (Luksemburg, 2013).

### Religia
Dominującą religią w Księstwie Monako jest katolicyzm i jest to wyznanie, w którym ochrzczona został księżniczka Karolina.
Karolina uczestniczyła w oficjalnych audiencjach u papieży w Watykanie:
- 19 grudnia 1997 razem z ojcem i bratem wzięła udział w oficjalnej audiencji u papieża Jana Pawła II[27].

### Patronaty
- Jest prezydentem Fundacji Księżnej Grace (od 1982).
- Jest prezesem Garden Club w Monako (od 1982).
- Jest prezydentem Fundacji Księcia Pierre’a (od 1988).
- Jest prezydentem Fundacji AMADE (od 1993).
- Jest honorowym przewodniczącym związków harcerskich w Księstwie Monako.
- Jest Ambasadorem Dobrej Woli UNESCO (od 2003).
- Jest prezydentem Orkiestry Filharmonii w Monte Carlo.
- Jest prezydentem Opery w Monte Carlo.

## Życie prywatne
Jest nałogową palaczką papierosów.
Podczas studiów na uniwersytecie w Paryżu w grudniu 1975 księżniczka Karolina spotkała bankowca, Filipa Junot (Philippe Junot, ur. 19 kwietnia 1940, starszego od niej o siedemnaście lat, syna polityka Michela Junota). Mężczyzna towarzyszył jej podczas oficjalnej wizyty w Stanach Zjednoczonych w 1976 roku. Początkowo książę Rainier i księżna Grace nie wyrażali zgody na małżeństwo swojej córki. Ostatecznie w grudniu 1977 Pałac Książęcy poinformował o zaręczynach pary.
Rodzice Junota rozwiedli się, gdy miał sześć lat. Podjął studia polityczne w Paryżu, ale ostatecznie ich nie ukończył, później zdobył dyplom z prawa. Przez rok pracował w lokalnym rządzie, a następnie wyjechał do Nowego Jorku. Pracował w Kalifornii w przemyśle fast-foodowym. Jego zamierzenia związane z tą branżą nie zostały zrealizowane i powrócił do Paryża, gdzie zaczął pracować jako bankowiec we francuskiej grupie bankowej, prowadzącej inwestycje w Stanach Zjednoczonych, Kanadzie i Europie.
Ślub cywilny pary miał miejsce 28 czerwca 1978 w Monako. Następnego dnia odbyły się uroczystości kościelne. W weselu uczestniczyło ośmiuset gości. Wśród nich znaleźli się przedstawiciele europejskich rodzin królewskich: król i królowa Rumunii, król Włoch, król Greków, arcyksiążę Otto z Habsburgów, wielki książę i wielka księżna Rosji, hrabia Barcelony i hrabina Barcelony, hrabia Paryża, książę Ludwik Bonaparte, książę i księżna Halland, książę i księżna Orleanii i księżniczka Maria Gabriela z Sabaudii.
Zgodnie z postanowieniem księcia Rainiera, Junot nie otrzymał żadnych tytułów szlacheckich, związanych z poślubieniem przedstawicielki książęcego rodu. W lipcu 1980 pojawiły się doniesienia o kryzysie w małżeństwie księżniczki. 25 sierpnia Pałac Monako oficjalnie poinformował o planowanym rozwodzie Karoliny. Grimaldi pojawiła się na dorocznym Balu Czerwonego Krzyża w towarzystwie rodziców i brata; jej mąż natomiast spędzał w tym czasie wakacje z córką ambasadora Kostaryki. W tym samym czasie córka księcia Rainiera coraz częściej była widywana w towarzystwie Robertino Rosselliniego, syna Ingrid Bergman i Roberto Rosselliniego.
Karolina rozwiodła się z Filipem 9 października 1980, a kościelne stwierdzenie nieważności małżeństwa otrzymała w 1992.
W 1982 roku w dyskotece w Monte Carlo poznała Stefana Casiraghi, pochodzącego z rodziny włoskich przemysłowców branży naftowej. W tym samym czasie zakończyła relację z Rossellinim. Wkrótce młodszy o trzy lata mężczyzna zaczął towarzyszyć rodzinie Grimaldich w oficjalnych uroczystościach i 19 grudnia ogłoszono zaręczyny pary. Ślub cywilny odbył się 29 grudnia 1983. Małżonkowie nie zawarli związku kościelnego ze względu na to, że Karolina była rozwiedziona ze swoim pierwszym mężem. Tym razem uroczystości były skromne, uczestniczyło w nich niewiele osób. Zaproszeń nie otrzymali między innymi mieszkający w Stanach Zjednoczonych członkowie rodziny księżnej Grace.
W maju 1984 przedstawiciele Pałacu Monako potwierdzili, że latem Karolina spodziewa się narodzin swojego pierwszego dziecka. Syn pary, który otrzymał imiona Andrea Albert Pierre, urodził się 8 czerwca w Monte Carlo.
3 sierpnia 1986 Karolina urodziła córkę, Charlotte Marie Pomeline, a 5 września 1987 przyszło na świat jej trzecie dziecko, Pierre Rainier Stefano.
3 października 1990 Stefan Casiraghi zginął w wypadku podczas regat łodzi motorowych. Po tych zawodach zamierzał zaprzestać uprawiania tego sportu, a tydzień wcześniej cudem uniknął śmierci, kiedy jego łódź się przewróciła. Pogrzeb męża księżniczki odbył się w Katedrze Świętego Mikołaja. Casiraghi został pochowany w Chapelle de la Paix.
W 1992 roku Karolina otrzymała kościelne stwierdzenie nieważności małżeństwa z Filipem Junotem, a jednocześnie uznano za ważny jej ślub z Casiraghim (dwa i pół roku po jego śmierci). To zapewniło jej dzieciom miejsca w linii sukcesji monakijskiego tronu.
23 stycznia 1999, w dniu swoich czterdziestych drugich urodzin, poślubiła Ernesta Augusta V, księcia Hanoweru, będącego głową dynastii hanowerskiej. Pozostawała z nim w bliższej relacji od 1995 roku. Aby wziąć ślub z księżną, Ernest rozwiódł się ze swoją poprzednią żoną, Chantal, z którą ma dwóch synów. Karolina zyskała tytuł Jej Królewskiej Wysokości Księżnej Hanoweru, przy tym nie odstąpiła od wyznawania wiary katolickiej, ale zgodziła się, by jej przyszłe dzieci były wychowywane w wierze protestanckiej. Ernest August, jako członek brytyjskiej rodziny królewskiej (nosi tytuł księcia Wielkiej Brytanii i Irlandii) zajmował miejsce na liście sukcesji brytyjskiego tronu. Po ślubie z katoliczką utracił je, ale jeżeli jego przyszłe dzieci byłyby wyznania protestanckiego, znalazłyby się na tej liście. Zgodę na małżeństwo wyraziła królowa Elżbieta II. Karolina została macochą synów Ernesta Augusta, księcia Ernesta Augusta i księcia Krystiana. Książę Rainier o matrymonialnych planach córki dowiedział się na trzy dni przed datą ślubu.
Już w dniu ceremonii pojawiły się spekulacje, że Karolina spodziewa się narodzin dziecka. 20 lipca 1999 urodziła się jedyna córka pary, księżniczka Aleksandra Charlotte Ulrike Maryam Virginia z Hanoweru. Dziewczynka zajęła szóste miejsce na liście sukcesji monakijskiego tronu i została wpisana na miejsce w linii sukcesji tronu brytyjskiego, za starszymi braćmi.
Karolina i Ernest August pozostają od 2009 roku w separacji. Księżna wraz z najmłodszą córką powróciła do Monako. W styczniu 2010 w prasie pojawiły się zdjęcia księcia Ernesta, bawiącego się w towarzystwie innej kobiety podczas wakacji w Tajlandii. Do jesieni 2015 książę Hanoweru pojawiał się publicznie w towarzystwie o trzydzieści cztery lata młodszej od niego Simony, rumuńskiej modelki.
Synowymi księżnej są Tatiana Santo Domingo (od 2013, amerykańska historyk sztuki i lingwistka, najbogatsza obywatelka Monako) i Beatrice Borromeo (od 2015, włoska dziennikarka, potomkini rodziny Boromeuszów). W latach 2019-2024 jej zięciem był Dimitri Rassam (francuski producent filmowy, syn aktorki Carole Bouquet).
Karolina ma siedmioro wnucząt:
- Alexandre Albert Stefano Casiraghi, ur. 2013 w Londynie;
- Raphael Elmaleh, ur. 2013 w Monako;
- India Julia Casiaghi, ur. 2015 w Londynie;
- Stefano Ercole Carlo Casiraghi, ur. 2017 w Monako;
- Maximilian Rainier Casiraghi, ur. 2018 w Londynie;
- Francesco Carlo Albert Casiraghi, ur. 2018 w Monako;
- Balthasar Rassam, ur. 2018 w Monako.

## Genealogia

### Przodkowie
|  |                                            |  |  |  |  |  |  |  |  |  |  |  |  |  |  |  |
|  | Charles, hrabia Polignac (1824–1881)       |  |  |  |  |  |  |  |  |  |  |  |  |  |  |  |
|  |                                            |  |  |  |  |  |  |  |  |  |  |  |  |  |  |  |
|  |                                            |  |  |  |  |  |  |  |  |  |  |  |  |  |  |  |
|  | Maxence, hrabia Polignac (1857–1936)       |  |  |  |  |  |  |  |  |  |  |  |  |  |  |  |
|  |                                            |  |  |  |  |  |  |  |  |  |  |  |  |  |  |  |
|  |                                            |  |  |  |  |  |  |  |  |  |  |  |  |  |  |  |
|  | Marie, hrabina Polignac (1828–1883)        |  |  |  |  |  |  |  |  |  |  |  |  |  |  |  |
|  |                                            |  |  |  |  |  |  |  |  |  |  |  |  |  |  |  |
|  |                                            |  |  |  |  |  |  |  |  |  |  |  |  |  |  |  |
|  | Pierre, książę Valentinois (1895–1964)     |  |  |  |  |  |  |  |  |  |  |  |  |  |  |  |
|  |                                            |  |  |  |  |  |  |  |  |  |  |  |  |  |  |  |
|  |                                            |  |  |  |  |  |  |  |  |  |  |  |  |  |  |  |
|  | Isidoro de la Torre (1798–1858)            |  |  |  |  |  |  |  |  |  |  |  |  |  |  |  |
|  |                                            |  |  |  |  |  |  |  |  |  |  |  |  |  |  |  |
|  |                                            |  |  |  |  |  |  |  |  |  |  |  |  |  |  |  |
|  | Susana, hrabina Polignac (1858–1913)       |  |  |  |  |  |  |  |  |  |  |  |  |  |  |  |
|  |                                            |  |  |  |  |  |  |  |  |  |  |  |  |  |  |  |
|  |                                            |  |  |  |  |  |  |  |  |  |  |  |  |  |  |  |
|  | Luisa de Mier (1830–1883)                  |  |  |  |  |  |  |  |  |  |  |  |  |  |  |  |
|  |                                            |  |  |  |  |  |  |  |  |  |  |  |  |  |  |  |
|  |                                            |  |  |  |  |  |  |  |  |  |  |  |  |  |  |  |
|  | Rainier III, książę Monako (1923–2005)     |  |  |  |  |  |  |  |  |  |  |  |  |  |  |  |
|  |                                            |  |  |  |  |  |  |  |  |  |  |  |  |  |  |  |
|  |                                            |  |  |  |  |  |  |  |  |  |  |  |  |  |  |  |
|  | Albert I, książę Monako (1848–1922)        |  |  |  |  |  |  |  |  |  |  |  |  |  |  |  |
|  |                                            |  |  |  |  |  |  |  |  |  |  |  |  |  |  |  |
|  |                                            |  |  |  |  |  |  |  |  |  |  |  |  |  |  |  |
|  | Ludwik II, książę Monako (1870–1949)       |  |  |  |  |  |  |  |  |  |  |  |  |  |  |  |
|  |                                            |  |  |  |  |  |  |  |  |  |  |  |  |  |  |  |
|  |                                            |  |  |  |  |  |  |  |  |  |  |  |  |  |  |  |
|  | Maria, hrabina Tolna (1850–1922)           |  |  |  |  |  |  |  |  |  |  |  |  |  |  |  |
|  |                                            |  |  |  |  |  |  |  |  |  |  |  |  |  |  |  |
|  |                                            |  |  |  |  |  |  |  |  |  |  |  |  |  |  |  |
|  | Charlotte, księżna Valentinois (1898–1977) |  |  |  |  |  |  |  |  |  |  |  |  |  |  |  |
|  |                                            |  |  |  |  |  |  |  |  |  |  |  |  |  |  |  |
|  |                                            |  |  |  |  |  |  |  |  |  |  |  |  |  |  |  |
|  | Jacques Louvet (1830–1910)                 |  |  |  |  |  |  |  |  |  |  |  |  |  |  |  |
|  |                                            |  |  |  |  |  |  |  |  |  |  |  |  |  |  |  |
|  |                                            |  |  |  |  |  |  |  |  |  |  |  |  |  |  |  |
|  | Maria Louvet (1867–1930)                   |  |  |  |  |  |  |  |  |  |  |  |  |  |  |  |
|  |                                            |  |  |  |  |  |  |  |  |  |  |  |  |  |  |  |
|  |                                            |  |  |  |  |  |  |  |  |  |  |  |  |  |  |  |
|  | Josephine Louvet (1828–1871)               |  |  |  |  |  |  |  |  |  |  |  |  |  |  |  |
|  |                                            |  |  |  |  |  |  |  |  |  |  |  |  |  |  |  |
|  |                                            |  |  |  |  |  |  |  |  |  |  |  |  |  |  |  |
|  | Karolina, księżna Hanoweru (1957-)         |  |  |  |  |  |  |  |  |  |  |  |  |  |  |  |
|  |                                            |  |  |  |  |  |  |  |  |  |  |  |  |  |  |  |
|  |                                            |  |  |  |  |  |  |  |  |  |  |  |  |  |  |  |
|  | Brian Kelly (1805–1889)                    |  |  |  |  |  |  |  |  |  |  |  |  |  |  |  |
|  |                                            |  |  |  |  |  |  |  |  |  |  |  |  |  |  |  |
|  |                                            |  |  |  |  |  |  |  |  |  |  |  |  |  |  |  |
|  | John Kelly (1847–1897)                     |  |  |  |  |  |  |  |  |  |  |  |  |  |  |  |
|  |                                            |  |  |  |  |  |  |  |  |  |  |  |  |  |  |  |
|  |                                            |  |  |  |  |  |  |  |  |  |  |  |  |  |  |  |
|  | Honora Kelly (1821–1884)                   |  |  |  |  |  |  |  |  |  |  |  |  |  |  |  |
|  |                                            |  |  |  |  |  |  |  |  |  |  |  |  |  |  |  |
|  |                                            |  |  |  |  |  |  |  |  |  |  |  |  |  |  |  |
|  | John Kelly (1899–1960)                     |  |  |  |  |  |  |  |  |  |  |  |  |  |  |  |
|  |                                            |  |  |  |  |  |  |  |  |  |  |  |  |  |  |  |
|  |                                            |  |  |  |  |  |  |  |  |  |  |  |  |  |  |  |
|  | Walter Costello (1832–1910)                |  |  |  |  |  |  |  |  |  |  |  |  |  |  |  |
|  |                                            |  |  |  |  |  |  |  |  |  |  |  |  |  |  |  |
|  |                                            |  |  |  |  |  |  |  |  |  |  |  |  |  |  |  |
|  | Mary Kelly (1852–1926)                     |  |  |  |  |  |  |  |  |  |  |  |  |  |  |  |
|  |                                            |  |  |  |  |  |  |  |  |  |  |  |  |  |  |  |
|  |                                            |  |  |  |  |  |  |  |  |  |  |  |  |  |  |  |
|  | Anne Costello (1833–1882)                  |  |  |  |  |  |  |  |  |  |  |  |  |  |  |  |
|  |                                            |  |  |  |  |  |  |  |  |  |  |  |  |  |  |  |
|  |                                            |  |  |  |  |  |  |  |  |  |  |  |  |  |  |  |
|  | Grace, księżna Monako (1929–1982)          |  |  |  |  |  |  |  |  |  |  |  |  |  |  |  |
|  |                                            |  |  |  |  |  |  |  |  |  |  |  |  |  |  |  |
|  |                                            |  |  |  |  |  |  |  |  |  |  |  |  |  |  |  |
|  | Johann Majer (1827–1885)                   |  |  |  |  |  |  |  |  |  |  |  |  |  |  |  |
|  |                                            |  |  |  |  |  |  |  |  |  |  |  |  |  |  |  |
|  |                                            |  |  |  |  |  |  |  |  |  |  |  |  |  |  |  |
|  | Carl Majer (1863–1922)                     |  |  |  |  |  |  |  |  |  |  |  |  |  |  |  |
|  |                                            |  |  |  |  |  |  |  |  |  |  |  |  |  |  |  |
|  |                                            |  |  |  |  |  |  |  |  |  |  |  |  |  |  |  |
|  | Luise Majer (1837–1904)                    |  |  |  |  |  |  |  |  |  |  |  |  |  |  |  |
|  |                                            |  |  |  |  |  |  |  |  |  |  |  |  |  |  |  |
|  |                                            |  |  |  |  |  |  |  |  |  |  |  |  |  |  |  |
|  | Margaret Kelly (1898–1990)                 |  |  |  |  |  |  |  |  |  |  |  |  |  |  |  |
|  |                                            |  |  |  |  |  |  |  |  |  |  |  |  |  |  |  |
|  |                                            |  |  |  |  |  |  |  |  |  |  |  |  |  |  |  |
|  | Georg Berg (1841–1908)                     |  |  |  |  |  |  |  |  |  |  |  |  |  |  |  |
|  |                                            |  |  |  |  |  |  |  |  |  |  |  |  |  |  |  |
|  |                                            |  |  |  |  |  |  |  |  |  |  |  |  |  |  |  |
|  | Margaretha Majer (1870–1949)               |  |  |  |  |  |  |  |  |  |  |  |  |  |  |  |
|  |                                            |  |  |  |  |  |  |  |  |  |  |  |  |  |  |  |
|  |                                            |  |  |  |  |  |  |  |  |  |  |  |  |  |  |  |
|  | Elisabetha Berg (1843–1886)                |  |  |  |  |  |  |  |  |  |  |  |  |  |  |  |
|  |                                            |  |  |  |  |  |  |  |  |  |  |  |  |  |  |  |
|  |                                            |  |  |  |  |  |  |  |  |  |  |  |  |  |  |  |

## Odznaczenia
Lista odznaczeń przyznanych księżnej Karolinie:
| Data              | Państwo | Osoba przyznająca    | Odznaczenie                         |
| 18 listopada 1981 | Monako  | Rainier III Grimaldi | Krzyż Wielki Orderu Świętego Karola |
| 10 listopada 2005 | Monako  | Albert II Grimaldi   | Order of Cultural Merit             |
| 20 maja 2014      | Francja | Aurélie Filippetti   | Order Sztuki i Literatury, 1. Klasa |
| 3 lipca 2014      | Francja | Jean-Louis Georgelin | Order Zasługi Rolniczej, 1. Klasa   |

## Tytuły
| Od               | do               | Tytuł                                                               |
| ---------------- | ---------------- | ------------------------------------------------------------------- |
| 23 stycznia 1957 | 14 marca 1958    | Jej Książęca Wysokość Dziedziczna Księżna Monako                    |
| 14 marca 1958    | 23 stycznia 1999 | Jej Książęca Wysokość Księżniczka Karolina z Monako                 |
| 23 stycznia 1999 | 6 kwietnia 2005  | Jej Królewska Wysokość Księżna Hanoweru, Księżniczka z Monako       |
| 6 kwietnia 2005  | 10 grudnia 2014  | Jej Królewska Wysokość Księżna Hanoweru, Dziedziczna Księżna Monako |
| 10 grudnia 2014  | nadal            | Jej Królewska Wysokość Księżna Hanoweru, Księżniczka z Monako       |